# Diera-Zehren

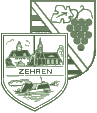
Logo der Gemeinde

Diera-Zehren ist eine Gemeinde im Zentrum Sachsens im Landkreis Meißen.

## Geographie

### Geographische Lage und Verkehr
Die Gemeinde Diera-Zehren liegt im nördlichen Teil des Landkreises an beiden Ufern der Elbe. Sie liegt etwa 6 Kilometer nordwestlich von Meißen und 16 Kilometer südöstlich von Riesa. Die B 6, die hier der Route der alten Poststraße zwischen Dresden und Leipzig folgt, führt durch die Gemeinde. Der Ort Zehren liegt an der Mündung des Ketzerbaches in die Elbe. Die linkselbischen Ortsteile gehören zur Hügellandschaft Lommatzscher Pflege, die rechtselbischen zur Großenhainer Pflege. Mehrere Ortsteile der Gemeinde werden zu den Elbweindörfern gezählt. Eine Gierseilfähre zwischen Kleinzadel und Niedermuschütz verbindet die links- und rechtselbischen Ortsteile, ist aber bis auf Weiteres geschlossen (Stand 2024). In der südlichen Ortsflur von Naundorf befindet sich der Eckardsberg, mit 182,4 m die höchste Erhebung von Diera-Zehren.

### Nachbargemeinden
| Hirschstein  | Nünchritz                                   | Priestewitz |
| Lommatzsch   | Kompassrose, die auf Nachbargemeinden zeigt | Niederau    |
| Käbschütztal |                                             | Meißen      |

### Gemeindegliederung
linkselbische Ortsteile:
| - Hebelei - Keilbusch - Mischwitz - Naundorf - Niederlommatzsch | - Niedermuschütz - Oberlommatzsch - Obermuschütz - Schieritz - Seebschütz | - Seilitz - Wölkisch - Zehren |

rechtselbische Ortsteile:
| - Diera - Golk - Karpfenschänke - Kleinzadel | - Löbsal - Naundörfel - Nieschütz - Zadel |

## Geschichte
Am 1. Januar 1999 wurden die eigenständigen Gemeinden Diera (mit den Ortsteilen Golk, Kleinzadel, Löbsal, Naundörfel, Nieschütz und Zadel) und Zehren (mit den Ortsteilen Keilbusch, Mischwitz, Naundorf, Ober- und Niederlommatzsch, Ober- und Niedermuschütz, Schieritz, Seebschütz und Seilitz) zur neuen Gemeinde Diera-Zehren mit insgesamt 21 Ortsteilen zusammengeschlossen.

## Politik

### Gemeinderat
Seit der Gemeinderatswahl am 9. Juni 2024 verteilen sich die 14 Sitze des Gemeinderates folgendermaßen auf die einzelnen Gruppierungen:
- Bürger von Diera-Zehren (BDZ): 5 Sitze
- CDU: 4 Sitze
- Neue Wählergemeinschaft Diera-Zehren (NWG): 4 Sitze
- AfD: 1 Sitz (zwei Sitze sind mangels Kandidaten nicht besetzt)

| Gemeinderat ab 2024Insgesamt 14 Sitze - BDZ: 5 - NWG: 4 - CDU: 4 - AfD: 1 | Wahlvorschlag                        | 2024   | 2024   | 2019   | 2019   | 2014   | 2014   |
| Gemeinderat ab 2024Insgesamt 14 Sitze - BDZ: 5 - NWG: 4 - CDU: 4 - AfD: 1 | Wahlvorschlag                        | Sitze  | in %   | Sitze  | in %   | Sitze  | in %   |
| Gemeinderat ab 2024Insgesamt 14 Sitze - BDZ: 5 - NWG: 4 - CDU: 4 - AfD: 1 | Bürger von Diera-Zehren              | 5      | 30,5   | 7      | 45,2   | 7      | 40,8   |
| Gemeinderat ab 2024Insgesamt 14 Sitze - BDZ: 5 - NWG: 4 - CDU: 4 - AfD: 1 | CDU                                  | 4      | 28,2   | 4      | 24,8   | 5      | 32,6   |
| Gemeinderat ab 2024Insgesamt 14 Sitze - BDZ: 5 - NWG: 4 - CDU: 4 - AfD: 1 | Neue Wählergemeinschaft Diera-Zehren | 4      | 22,5   | 4      | 23,8   | 3      | 16,9   |
| Gemeinderat ab 2024Insgesamt 14 Sitze - BDZ: 5 - NWG: 4 - CDU: 4 - AfD: 1 | AfD                                  | 1      | 18,8   | –      | –      | –      | –      |
| Gemeinderat ab 2024Insgesamt 14 Sitze - BDZ: 5 - NWG: 4 - CDU: 4 - AfD: 1 | Linke                                | –      | –      | 1      | 6,2    | –      | –      |
| Gemeinderat ab 2024Insgesamt 14 Sitze - BDZ: 5 - NWG: 4 - CDU: 4 - AfD: 1 | Zukunft Diera-Zehren                 | –      | –      | –      | –      | 1      | 7,0    |
| Gemeinderat ab 2024Insgesamt 14 Sitze - BDZ: 5 - NWG: 4 - CDU: 4 - AfD: 1 | SPD                                  | –      | –      | –      | –      | –      | 2,6    |
| Gemeinderat ab 2024Insgesamt 14 Sitze - BDZ: 5 - NWG: 4 - CDU: 4 - AfD: 1 | Wahlbeteiligung                      | 75,4 % | 75,4 % | 68,3 % | 68,3 % | 60,5 % | 60,5 % |

### Bürgermeister
Bürgermeisterin ist seit 2011 Carola Balk.
| Wahl | Bürgermeister                                  | Vorschlag                                      | Wahlergebnis (in %)                            |
| ---- | ---------------------------------------------- | ---------------------------------------------- | ---------------------------------------------- |
| 2025 | Wahl am 14. September (und ggf. 28. September) | Wahl am 14. September (und ggf. 28. September) | Wahl am 14. September (und ggf. 28. September) |
| 2018 | Carola Balk                                    | Balk                                           | 66,9                                           |
| 2011 | Carola Balk                                    | Balk                                           | 50,9                                           |
| 2006 | Friedmar Haufe                                 | Haufe                                          | 73,9                                           |

## Kultur und Sehenswürdigkeiten

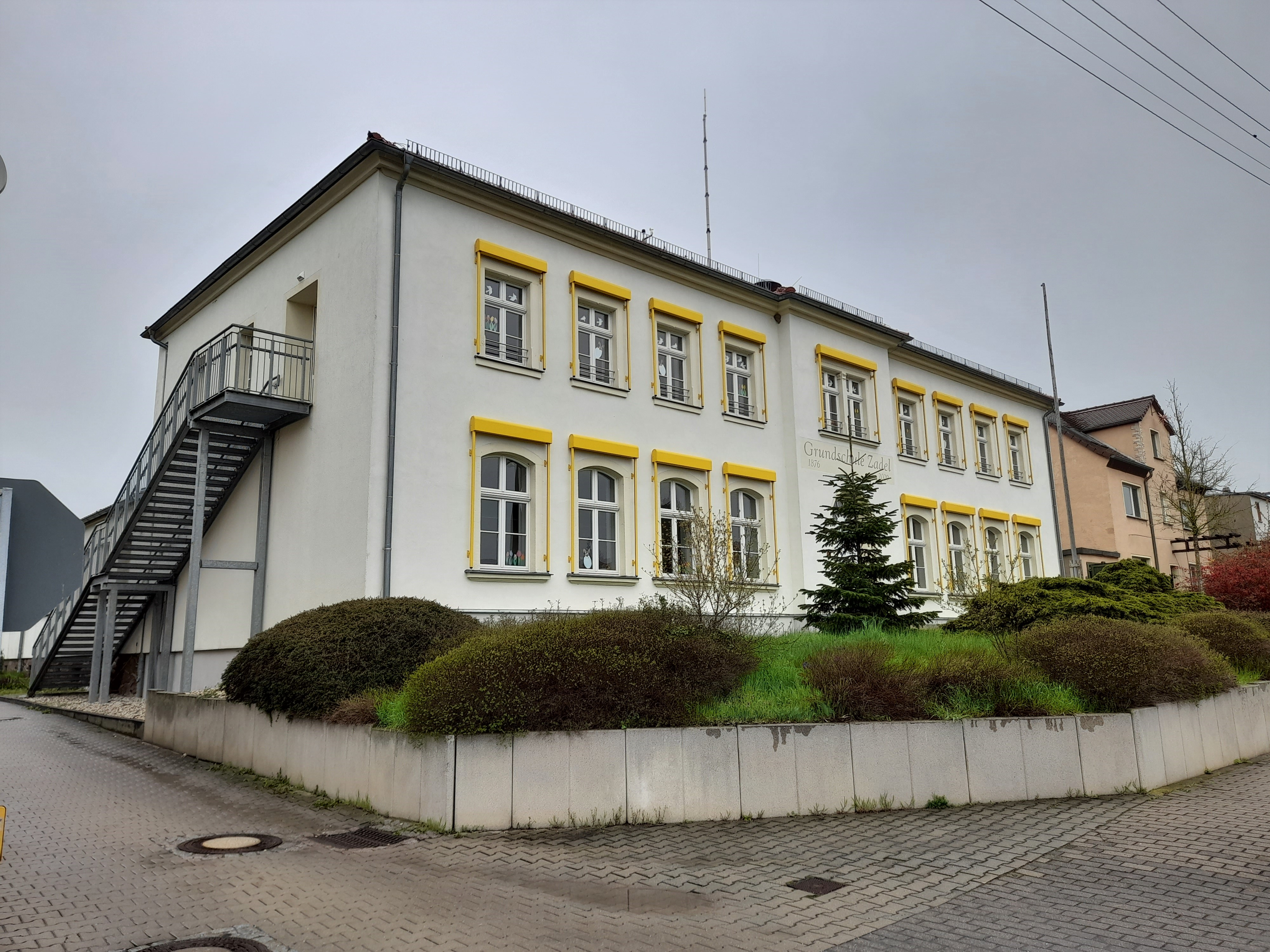
Grundschule Zadel

siehe auch: Liste der Kulturdenkmale in Diera-Zehren
- Elbepark Hebelei (Tiergehege)
- Heimatmuseum Kleinzadel
- neogotische Kirche Zadel (1841 geweiht)
- barocke Michaeliskirche Zehren (1756–1785 erbaut)
- Technisches Denkmal Wassermühle Schieritz aus dem Jahr 1361
- Schloss Schieritz (zwischen 1556 und 1601 erbaut)
- Heimat- und Schulmuseum Zehren
- Seilitz – kleinstes Bergwerk Europas

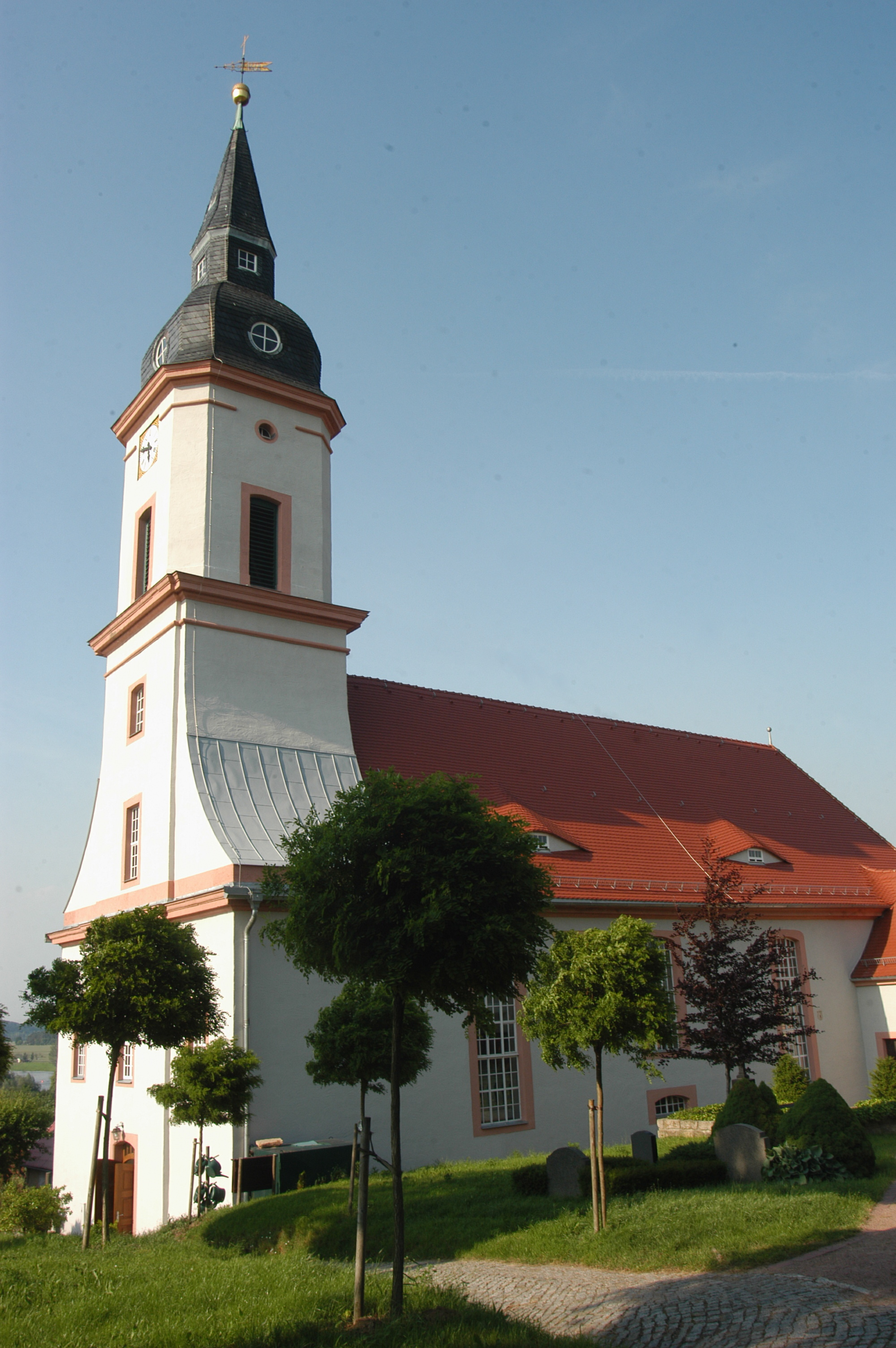
St.-Michaelis-Kirche Zehren
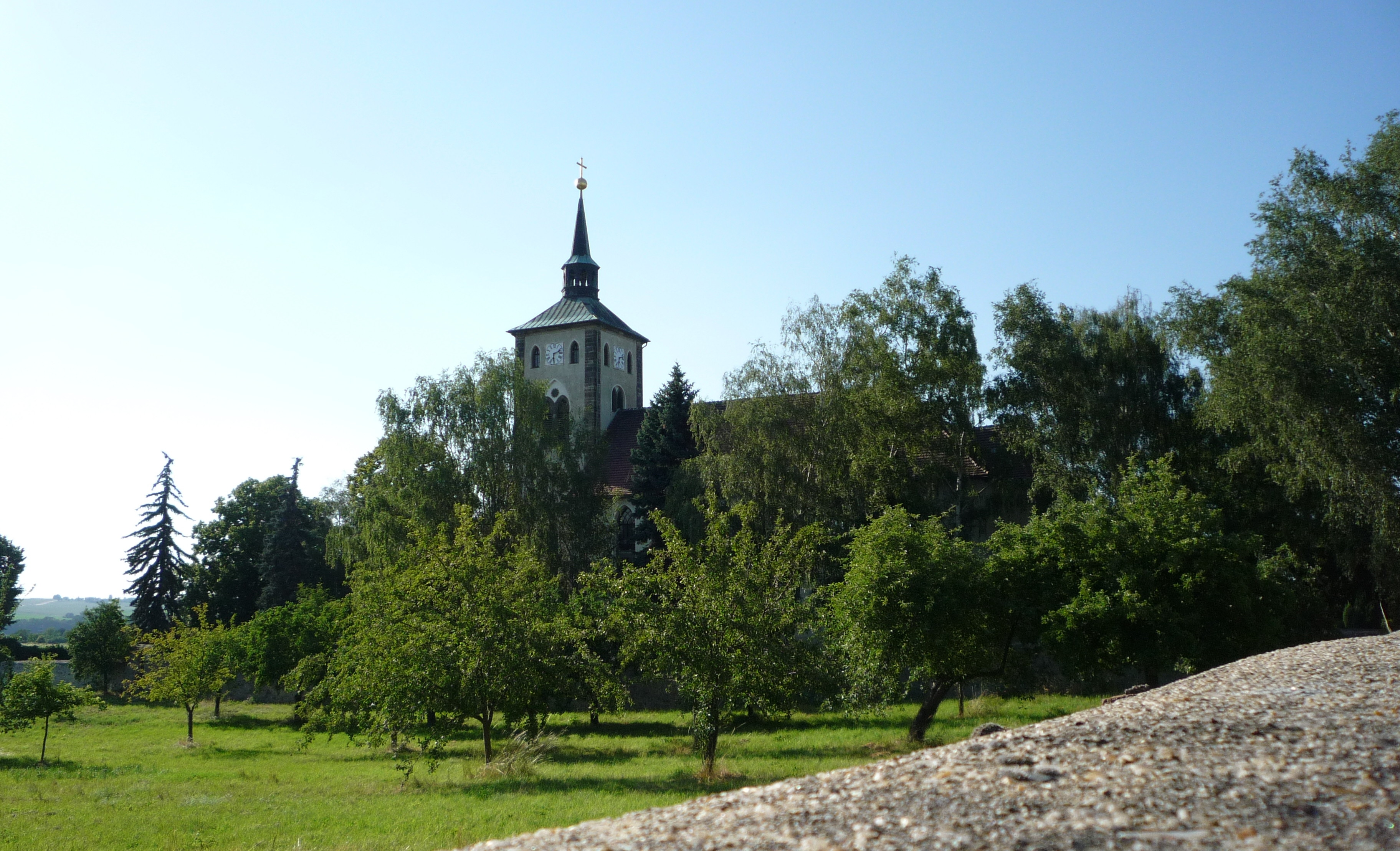
St.-Andreas-Kirche Zadel
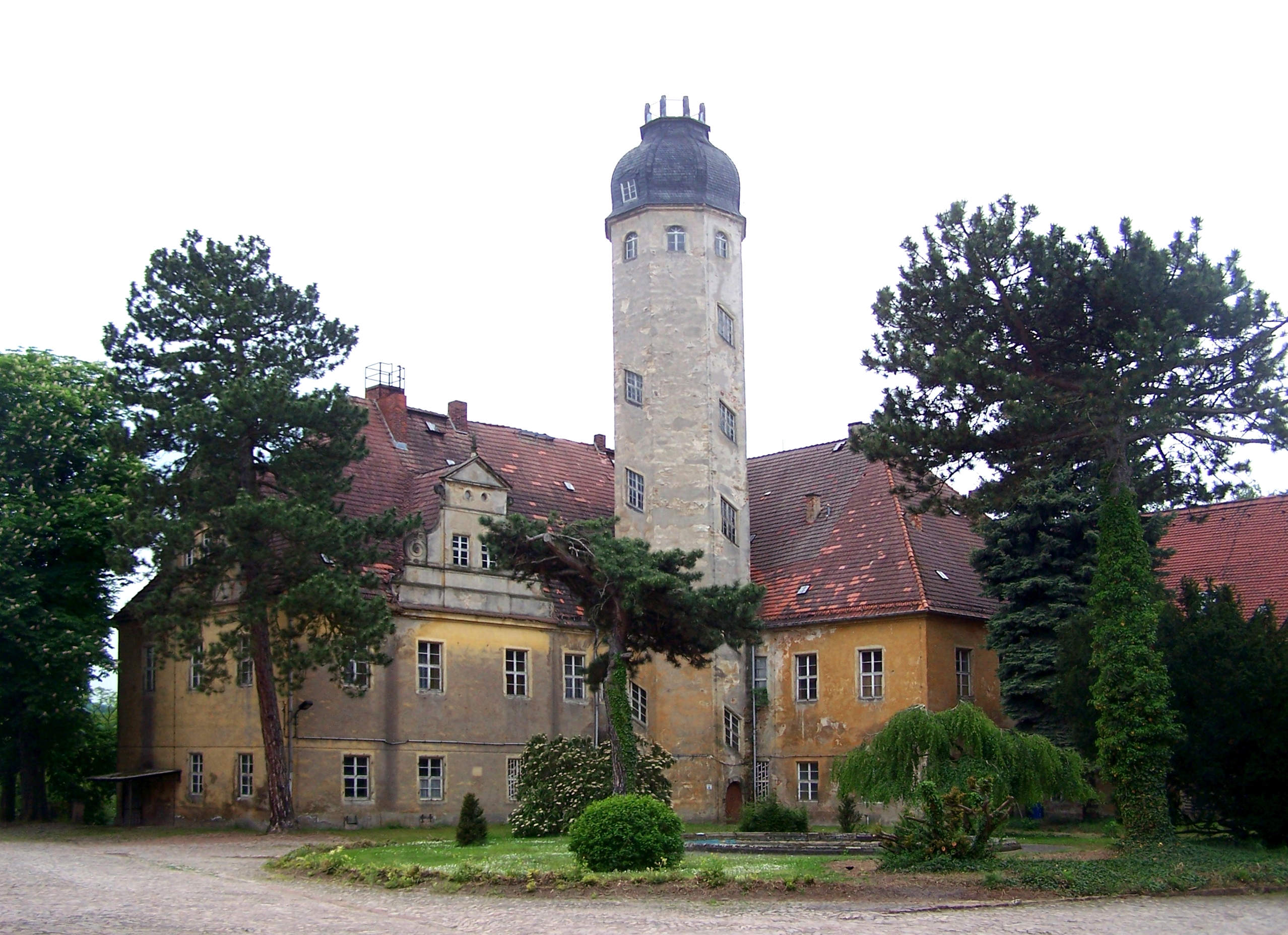
Schloss Schieritz